# Parareptilia
Parareptilia (nghĩa là "nhóm bên cạnh của bò sát") là một tên gọi khoa học nói chung được định nghĩa rất khác nhau, trong quá khứ từng được coi là một phân lớp của động vật bò sát và động vật dạng bò sát đã tuyệt chủng, nhưng về tổng thể hiện nay các nhà khoa học coi nó là nhóm (phân lớp hay nhánh) đã tuyệt chủng bao gồm các loại động vật bò sát không cung nguyên thủy, hay là sự lựa chọn thay thế chính xác hơn về mặt miêu tả theo nhánh cho thuật ngữ Anapsida. Thuật ngữ này có hợp lệ hay không phụ thuộc vào vị trí phát sinh chủng loài của nhóm chứa các loài rùa còn sinh tồn, trong khi mối quan hệ của nhóm này với các nhóm bò sát khác cho tới nay vẫn chưa chắc chắn.

## Lịch sử tên gọi
Tên gọi Parareptilia được Olson đề ra năm 1947 để chỉ tới một nhóm (ông coi là phân lớp) tuyệt chủng, bao gồm các loài bò sát từng sinh sống trong đại Cổ sinh, để tách bạch với phần còn lại của động vật bò sát, được ông gọi là phân lớp Eureptilia ("động vật bò sát thật sự"). Trong phân loại của ông (trang 5, 45) thì 4 phân bộ Seymouriamorpha, Diadectomorpha, Pareiasauria và Procolophonia thuộc về bộ Diadecta. Bộ này cùng bộ Chelonia (Testudines) hợp thành phân lớp Parareptilia. Trong khi đó phân lớp Eureptilia bao gồm các phân thứ lớp Captorhina, Synapsida, Parapsida, Euryapsida và Diapsida. Tuy nhiên, với các hiểu biết hiện tại thì việc gộp nhóm Parareptilia như vậy của Olson là không đơn ngành. Seymouriamorpha hiện nay nói chung được coi là nhánh có quan hệ chị-em với Tetrapoda Haworth, 1825 nghĩa hẹp (sensu stricto), trong đó bao gồm cả Amphibia, Diadectomorpha và Amniota, còn Diadectomorpha là nhánh có quan hệ chị em với Amniota Haeckel, 1866, và chúng cùng nhau hợp thành nhóm Cotylosauria (Amniota sensu Lee & Spencer, 1997). Cotylosauria có quan hệ chị-em với Amphibia sensu Laurin 1998. Nhánh Procolophonomorpha (bao gồm cả Procolophonia và Pareiasauria) thuộc về nhánh Anapsida.

## Cách hiểu mới
Tên gọi này từng rơi vào lãng quên cho tới khi nó được phục sinh nhờ các nghiên cứu miêu tả theo nhánh, để chỉ tới các động vật bò sát không cung, từng có thời được coi là không có họ hàng gì với các loài rùa. Gauthier và ctv (1988) đề xuất định nghĩa phát sinh chủng loài đầu tiên cho các tên gọi của nhiều đơn vị phân loại thuộc nhóm động vật có màng ối (Amniota), bao gồm cả Sauropsida như là nhánh cha của Reptilia, và chỉ ra về mặt miêu tả theo nhánh rằng Captorhinida và rùa là hai nhóm có quan hệ chị-em, hợp thành nhánh Anapsida (trong ngữ cảnh hạn hẹp hơn nhiều so với định nghĩa của Romer năm 1967). Tên gọi cần phải được tìm thấy cho các nhóm bò sát khác nhau thuộc giai đoạn từ kỷ Permi tới kỷ Trias không còn được gộp trong nhóm Anapsida, và tên gọi "Parareptilia" đã được chọn. Tuy nhiên, họ đã cảm thấy không đủ chắc chắn để dựng Parareptilia lên như là một đơn vị phân loại chính thức. Biểu đồ nhánh của họ như sau:
|  | Millerettidae                  |
|  |                                |
|  | \| \| Pareiasauria \| \| \| \| |
|  |                                |
|  | Pareiasauria                   |
|  |                                |

|  | Pareiasauria |
|  |              |

|  | Millerettidae                  |
|  |                                |
|  | \| \| Pareiasauria \| \| \| \| |
|  |                                |
|  | Pareiasauria                   |
|  |                                |

|  | Pareiasauria |
|  |              |

|  | Millerettidae                  |
|  |                                |
|  | \| \| Pareiasauria \| \| \| \| |
|  |                                |
|  | Pareiasauria                   |
|  |                                |

|  | Pareiasauria |
|  |              |

|  | Millerettidae                  |
|  |                                |
|  | \| \| Pareiasauria \| \| \| \| |
|  |                                |
|  | Pareiasauria                   |
|  |                                |

|  | Pareiasauria |
|  |              |

|  | Captorhinidae |
|  |               |
|  | Testudines    |
|  |               |

|  | Protorothyrididae |
|  |                   |
|  | Diapsida          |
|  |                   |

|  | Captorhinidae |
|  |               |
|  | Testudines    |
|  |               |

|  | Protorothyrididae |
|  |                   |
|  | Diapsida          |
|  |                   |

|  | Millerettidae                  |
|  |                                |
|  | \| \| Pareiasauria \| \| \| \| |
|  |                                |
|  | Pareiasauria                   |
|  |                                |

|  | Pareiasauria |
|  |              |

|  | Millerettidae                  |
|  |                                |
|  | \| \| Pareiasauria \| \| \| \| |
|  |                                |
|  | Pareiasauria                   |
|  |                                |

|  | Pareiasauria |
|  |              |

|  | Millerettidae                  |
|  |                                |
|  | \| \| Pareiasauria \| \| \| \| |
|  |                                |
|  | Pareiasauria                   |
|  |                                |

|  | Pareiasauria |
|  |              |

|  | Millerettidae                  |
|  |                                |
|  | \| \| Pareiasauria \| \| \| \| |
|  |                                |
|  | Pareiasauria                   |
|  |                                |

|  | Pareiasauria |
|  |              |

|  | Captorhinidae |
|  |               |
|  | Testudines    |
|  |               |

|  | Protorothyrididae |
|  |                   |
|  | Diapsida          |
|  |                   |

|  | Captorhinidae |
|  |               |
|  | Testudines    |
|  |               |

|  | Protorothyrididae |
|  |                   |
|  | Diapsida          |
|  |                   |

|  | Millerettidae                  |
|  |                                |
|  | \| \| Pareiasauria \| \| \| \| |
|  |                                |
|  | Pareiasauria                   |
|  |                                |

|  | Pareiasauria |
|  |              |

|  | Millerettidae                  |
|  |                                |
|  | \| \| Pareiasauria \| \| \| \| |
|  |                                |
|  | Pareiasauria                   |
|  |                                |

|  | Pareiasauria |
|  |              |

|  | Millerettidae                  |
|  |                                |
|  | \| \| Pareiasauria \| \| \| \| |
|  |                                |
|  | Pareiasauria                   |
|  |                                |

|  | Pareiasauria |
|  |              |

|  | Millerettidae                  |
|  |                                |
|  | \| \| Pareiasauria \| \| \| \| |
|  |                                |
|  | Pareiasauria                   |
|  |                                |

|  | Pareiasauria |
|  |              |

|  | Captorhinidae |
|  |               |
|  | Testudines    |
|  |               |

|  | Protorothyrididae |
|  |                   |
|  | Diapsida          |
|  |                   |

|  | Captorhinidae |
|  |               |
|  | Testudines    |
|  |               |

|  | Protorothyrididae |
|  |                   |
|  | Diapsida          |
|  |                   |

|  | Millerettidae                  |
|  |                                |
|  | \| \| Pareiasauria \| \| \| \| |
|  |                                |
|  | Pareiasauria                   |
|  |                                |

|  | Pareiasauria |
|  |              |

|  | Millerettidae                  |
|  |                                |
|  | \| \| Pareiasauria \| \| \| \| |
|  |                                |
|  | Pareiasauria                   |
|  |                                |

|  | Pareiasauria |
|  |              |

|  | Millerettidae                  |
|  |                                |
|  | \| \| Pareiasauria \| \| \| \| |
|  |                                |
|  | Pareiasauria                   |
|  |                                |

|  | Pareiasauria |
|  |              |

|  | Millerettidae                  |
|  |                                |
|  | \| \| Pareiasauria \| \| \| \| |
|  |                                |
|  | Pareiasauria                   |
|  |                                |

|  | Pareiasauria |
|  |              |

|  | Captorhinidae |
|  |               |
|  | Testudines    |
|  |               |

|  | Protorothyrididae |
|  |                   |
|  | Diapsida          |
|  |                   |

|  | Captorhinidae |
|  |               |
|  | Testudines    |
|  |               |

|  | Protorothyrididae |
|  |                   |
|  | Diapsida          |
|  |                   |

Laurin và Reisz (1995) đã đưa ra một biểu đồ nhánh khác, trong đó Reptilia được chia ra thành 2 nhóm lớn là Parareptilia (bây giờ là đơn vị phân loại chính thức) và Eureptilia. Họ Captorhinidae được chuyển sang Eureptilia, còn Parareptilia thì bao gồm cả các bò sát không cung sơ kì lẫn rùa, nhưng không bao gồm các họ Captorhinidae và Protorothyrididae. Họ Mesosauridae được đặt bên ngoài cả hai nhóm lớn này, như là đơn vị phân loại chị-em với Reptilia (nhưng vẫn thuộc Sauropsida). Đơn vị phân loại truyền thống Anapsida bị từ chối do bị coi là cận ngành. Biểu đồ nhánh của họ như sau:
|  | Procolophonidae              |
|  |                              |
|  | \| \| Testudines \| \| \| \| |
|  |                              |
|  | Testudines                   |
|  |                              |

|  | Testudines |
|  |            |

|  | Procolophonidae              |
|  |                              |
|  | \| \| Testudines \| \| \| \| |
|  |                              |
|  | Testudines                   |
|  |                              |

|  | Testudines |
|  |            |

|  | Procolophonidae              |
|  |                              |
|  | \| \| Testudines \| \| \| \| |
|  |                              |
|  | Testudines                   |
|  |                              |

|  | Testudines |
|  |            |

|  | Procolophonidae              |
|  |                              |
|  | \| \| Testudines \| \| \| \| |
|  |                              |
|  | Testudines                   |
|  |                              |

|  | Testudines |
|  |            |

|           | Captorhinidae                                                  |
|           |                                                                |
| Romeriida | \| \| Protorothyrididae \| \| \| \| \| \| Diapsida \| \| \| \| |
|           | \| \| Protorothyrididae \| \| \| \| \| \| Diapsida \| \| \| \| |
|           | Protorothyrididae                                              |
|           |                                                                |
|           | Diapsida                                                       |
|           |                                                                |

|  | Protorothyrididae |
|  |                   |
|  | Diapsida          |
|  |                   |

|  | Procolophonidae              |
|  |                              |
|  | \| \| Testudines \| \| \| \| |
|  |                              |
|  | Testudines                   |
|  |                              |

|  | Testudines |
|  |            |

|  | Procolophonidae              |
|  |                              |
|  | \| \| Testudines \| \| \| \| |
|  |                              |
|  | Testudines                   |
|  |                              |

|  | Testudines |
|  |            |

|  | Procolophonidae              |
|  |                              |
|  | \| \| Testudines \| \| \| \| |
|  |                              |
|  | Testudines                   |
|  |                              |

|  | Testudines |
|  |            |

|  | Procolophonidae              |
|  |                              |
|  | \| \| Testudines \| \| \| \| |
|  |                              |
|  | Testudines                   |
|  |                              |

|  | Testudines |
|  |            |

|           | Captorhinidae                                                  |
|           |                                                                |
| Romeriida | \| \| Protorothyrididae \| \| \| \| \| \| Diapsida \| \| \| \| |
|           | \| \| Protorothyrididae \| \| \| \| \| \| Diapsida \| \| \| \| |
|           | Protorothyrididae                                              |
|           |                                                                |
|           | Diapsida                                                       |
|           |                                                                |

|  | Protorothyrididae |
|  |                   |
|  | Diapsida          |
|  |                   |

|  | Procolophonidae              |
|  |                              |
|  | \| \| Testudines \| \| \| \| |
|  |                              |
|  | Testudines                   |
|  |                              |

|  | Testudines |
|  |            |

|  | Procolophonidae              |
|  |                              |
|  | \| \| Testudines \| \| \| \| |
|  |                              |
|  | Testudines                   |
|  |                              |

|  | Testudines |
|  |            |

|  | Procolophonidae              |
|  |                              |
|  | \| \| Testudines \| \| \| \| |
|  |                              |
|  | Testudines                   |
|  |                              |

|  | Testudines |
|  |            |

|  | Procolophonidae              |
|  |                              |
|  | \| \| Testudines \| \| \| \| |
|  |                              |
|  | Testudines                   |
|  |                              |

|  | Testudines |
|  |            |

|           | Captorhinidae                                                  |
|           |                                                                |
| Romeriida | \| \| Protorothyrididae \| \| \| \| \| \| Diapsida \| \| \| \| |
|           | \| \| Protorothyrididae \| \| \| \| \| \| Diapsida \| \| \| \| |
|           | Protorothyrididae                                              |
|           |                                                                |
|           | Diapsida                                                       |
|           |                                                                |

|  | Protorothyrididae |
|  |                   |
|  | Diapsida          |
|  |                   |

|  | Procolophonidae              |
|  |                              |
|  | \| \| Testudines \| \| \| \| |
|  |                              |
|  | Testudines                   |
|  |                              |

|  | Testudines |
|  |            |

|  | Procolophonidae              |
|  |                              |
|  | \| \| Testudines \| \| \| \| |
|  |                              |
|  | Testudines                   |
|  |                              |

|  | Testudines |
|  |            |

|  | Procolophonidae              |
|  |                              |
|  | \| \| Testudines \| \| \| \| |
|  |                              |
|  | Testudines                   |
|  |                              |

|  | Testudines |
|  |            |

|  | Procolophonidae              |
|  |                              |
|  | \| \| Testudines \| \| \| \| |
|  |                              |
|  | Testudines                   |
|  |                              |

|  | Testudines |
|  |            |

|           | Captorhinidae                                                  |
|           |                                                                |
| Romeriida | \| \| Protorothyrididae \| \| \| \| \| \| Diapsida \| \| \| \| |
|           | \| \| Protorothyrididae \| \| \| \| \| \| Diapsida \| \| \| \| |
|           | Protorothyrididae                                              |
|           |                                                                |
|           | Diapsida                                                       |
|           |                                                                |

|  | Protorothyrididae |
|  |                   |
|  | Diapsida          |
|  |                   |

|  | Procolophonidae              |
|  |                              |
|  | \| \| Testudines \| \| \| \| |
|  |                              |
|  | Testudines                   |
|  |                              |

|  | Testudines |
|  |            |

|  | Procolophonidae              |
|  |                              |
|  | \| \| Testudines \| \| \| \| |
|  |                              |
|  | Testudines                   |
|  |                              |

|  | Testudines |
|  |            |

|  | Procolophonidae              |
|  |                              |
|  | \| \| Testudines \| \| \| \| |
|  |                              |
|  | Testudines                   |
|  |                              |

|  | Testudines |
|  |            |

|  | Procolophonidae              |
|  |                              |
|  | \| \| Testudines \| \| \| \| |
|  |                              |
|  | Testudines                   |
|  |                              |

|  | Testudines |
|  |            |

|           | Captorhinidae                                                  |
|           |                                                                |
| Romeriida | \| \| Protorothyrididae \| \| \| \| \| \| Diapsida \| \| \| \| |
|           | \| \| Protorothyrididae \| \| \| \| \| \| Diapsida \| \| \| \| |
|           | Protorothyrididae                                              |
|           |                                                                |
|           | Diapsida                                                       |
|           |                                                                |

|  | Protorothyrididae |
|  |                   |
|  | Diapsida          |
|  |                   |

|  | Procolophonidae              |
|  |                              |
|  | \| \| Testudines \| \| \| \| |
|  |                              |
|  | Testudines                   |
|  |                              |

|  | Testudines |
|  |            |

|  | Procolophonidae              |
|  |                              |
|  | \| \| Testudines \| \| \| \| |
|  |                              |
|  | Testudines                   |
|  |                              |

|  | Testudines |
|  |            |

|  | Procolophonidae              |
|  |                              |
|  | \| \| Testudines \| \| \| \| |
|  |                              |
|  | Testudines                   |
|  |                              |

|  | Testudines |
|  |            |

|  | Procolophonidae              |
|  |                              |
|  | \| \| Testudines \| \| \| \| |
|  |                              |
|  | Testudines                   |
|  |                              |

|  | Testudines |
|  |            |

|           | Captorhinidae                                                  |
|           |                                                                |
| Romeriida | \| \| Protorothyrididae \| \| \| \| \| \| Diapsida \| \| \| \| |
|           | \| \| Protorothyrididae \| \| \| \| \| \| Diapsida \| \| \| \| |
|           | Protorothyrididae                                              |
|           |                                                                |
|           | Diapsida                                                       |
|           |                                                                |

|  | Protorothyrididae |
|  |                   |
|  | Diapsida          |
|  |                   |

|  | Procolophonidae              |
|  |                              |
|  | \| \| Testudines \| \| \| \| |
|  |                              |
|  | Testudines                   |
|  |                              |

|  | Testudines |
|  |            |

|  | Procolophonidae              |
|  |                              |
|  | \| \| Testudines \| \| \| \| |
|  |                              |
|  | Testudines                   |
|  |                              |

|  | Testudines |
|  |            |

|  | Procolophonidae              |
|  |                              |
|  | \| \| Testudines \| \| \| \| |
|  |                              |
|  | Testudines                   |
|  |                              |

|  | Testudines |
|  |            |

|  | Procolophonidae              |
|  |                              |
|  | \| \| Testudines \| \| \| \| |
|  |                              |
|  | Testudines                   |
|  |                              |

|  | Testudines |
|  |            |

|           | Captorhinidae                                                  |
|           |                                                                |
| Romeriida | \| \| Protorothyrididae \| \| \| \| \| \| Diapsida \| \| \| \| |
|           | \| \| Protorothyrididae \| \| \| \| \| \| Diapsida \| \| \| \| |
|           | Protorothyrididae                                              |
|           |                                                                |
|           | Diapsida                                                       |
|           |                                                                |

|  | Protorothyrididae |
|  |                   |
|  | Diapsida          |
|  |                   |

|  | Procolophonidae              |
|  |                              |
|  | \| \| Testudines \| \| \| \| |
|  |                              |
|  | Testudines                   |
|  |                              |

|  | Testudines |
|  |            |

|  | Procolophonidae              |
|  |                              |
|  | \| \| Testudines \| \| \| \| |
|  |                              |
|  | Testudines                   |
|  |                              |

|  | Testudines |
|  |            |

|  | Procolophonidae              |
|  |                              |
|  | \| \| Testudines \| \| \| \| |
|  |                              |
|  | Testudines                   |
|  |                              |

|  | Testudines |
|  |            |

|  | Procolophonidae              |
|  |                              |
|  | \| \| Testudines \| \| \| \| |
|  |                              |
|  | Testudines                   |
|  |                              |

|  | Testudines |
|  |            |

|           | Captorhinidae                                                  |
|           |                                                                |
| Romeriida | \| \| Protorothyrididae \| \| \| \| \| \| Diapsida \| \| \| \| |
|           | \| \| Protorothyrididae \| \| \| \| \| \| Diapsida \| \| \| \| |
|           | Protorothyrididae                                              |
|           |                                                                |
|           | Diapsida                                                       |
|           |                                                                |

|  | Protorothyrididae |
|  |                   |
|  | Diapsida          |
|  |                   |

Ngược lại, Rieppel (1994, 1995); Rieppel và deBraga (1996); cũng như deBraga và Rieppel (1997) lại cho rằng rùa trên thực tế có quan hệ họ hàng với Sauropterygia, và vì thế là các loài bò sát của nhóm Diapsida. Các mối quan hệ họ hàng gần của rùa với Diapsida được hỗ trợ trong các nghiên cứu phát sinh chủng loài mức phân tử, như trong các nghiên cứu của Zardoya và Meyer (1998); Iwabe và ctv. (2004); Roos và ctv. (2007); Katsu và ctv. (2010). Nếu điều này là đúng thì Parareptilia là nhánh tuyệt chủng hoàn toàn.
Tuy nhiên, giả thiết này không được nhiều nhà cổ sinh vật học động vật có xương sống chấp nhận, và Benton (2000, 2004) vẫn duy trì phân lớp truyền thống Anapsida cho nhóm "phần bên cạnh của bò sát" và rùa.